# Győri István
Győri István (Sajószentpéter, 1956. május 18. –) református lelkész, egyetemi tanár.

## Életpályája
Győri István 1956-ban született, édesapja Győri József lelkész-költő, a laki gyülekezet lelkésze volt. A Debreceni Református Kollégium Gimnáziumában érettségizett, majd 1974-től 1979-ig a Debreceni Református Teológiai Akadémián tanult. Exmittált teológiai hallgatóként az 1977–1978-as tanévben a Tiszáninneni Református Egyházkerület Tudományos Gyűjteményében könyvtári munkatárs, az 1978–1979-es tanévben a tolcsvai gyülekezetben végez segédlelkészi szolgálatot. 1979-től 1992-ig az erdőbényei gyülekezet lelkipásztora és az erdőbényei Református Szeretetotthon intézeti lelkésze.
1979-ben kötött házasságot, öt gyermeke van. Az 1982/83-as tanévben ösztöndíjasként doktoranduszi tanulmányokat folytat a Münsteri Egyetemen, Németországban. A Debreceni Református Teológiai Akadémián 1997-ben szerzett PhD tudományos fokozatot. Doktori dolgozatának címe: A szövegkutatás szerepe az Újszövetség megértésében. Az újszövetségi tudományokon belüli szakterülete az újszövetségi szövegtörténet és szövegkutatás, a korai keresztyén irodalom. Kutatási területe a református pedagógiatörténet, különösen a pataki kollégium 20. századi története. További szakterülete a keresztyén nevelés speciális területei, a börtönpasztoráció.
1991-től a Sárospataki Református Teológiai Akadémia oktatója, 1992-től az Újszövetségi tanszék vezetője, 1999-től egyetemi tanár. 2002-től a börtönpasztorációs továbbképzés szakirány felelőse. 2005-ben a Babeş–Bolyai Tudományegyetem (Kolozsvár) vendégtanára. A Magyarországi Református Egyház Zsinatától 2000-ben a református iskolaügyért végzett munkájáért Imre Sándor-díjat kapott.
A Debreceni Egyetemen 2001-ben pedagógia szakos tanári oklevelet, a Debreceni Református Hittudományi Egyetemen pedig vallástanári oklevelet szerzett. 2002-től a Tiszáninneni Református Egyházkerület Tanulmányi Bizottságának elnöke. 1992-2002 között a Sárospataki Református Lapok szerkesztőbizottsági tagja. 2003-tól a Felnőttképzési Akkreditációs Testület szakértője, a Magyar Akkreditációs Bizottság Vallástudományi Bizottságának társelnöke.

## Testületi tagságok
- Magyar Bibliatanács Bibliafordító Szakbizottsága
- Doctorok Kollégiuma Újszövetségi Szekciója
- DRHE Doktori Tanácsa
- Magyar Comenius Társaság Elnöksége
- PROPER Protestáns Társadalomtudományi Periodika szerkesztőbizottsága
- Gesellschaft für Evangelische Theologie/Neukirchen-Vluyn, Németország (Protestáns Teológiai Társaság)
- IPCA (International Prison Chaplains Association)
- Országos Református Tanáregyesület

## Főbb művei

### Önálló kötetek
- Ungarische Barth-Bibliographie, ( társszerzők: Hörcsik Richárd, Szilvási József ) Budapest. (1985)
- Mátyás Ernő emlékfüzet; szerk. Győri István; Sárospataki Református Kollégium Teológiai Akadémia, Sárospatak, 2000 (A Sárospataki Református Kollégium Teológiai Akadémiájának kiadványai)
- Bibliai görög olvasó- és gyakorlókönyv; szerk. Varga Zsigmond, szöveggond. Győri István; 3. bőv., jav. kiad.; Sárospataki Református Teológiai Akadémia, Sárospatak, 2002 (A Sárospataki Református Kollégium Theológiai Akadémiájának kiadványai)
- Hit és tudomány. Tanulmányok dr. Lenkeyné dr. Semsey Klára professzor asszony ötvenévi teológiai tanári és kutatói munkája jubileumára; szerk. Győri István; DRHE Doktorok Kollégiuma Újszövetségi Szekció–Sárospataki Református Teológiai Akadémia, Debrecen–Sárospatak, 2005

### Tanulmányok
- A praesens historicum szerepe a tíz szűz példázatának megértésében in: Emlékkönyv Tőkés István kilencvenedik születésnapjára szerk. Adorjáni Zoltán, Kolozsvár 2006. pp 129–134. (2006)
- A menedékvárosok Reformátusok Lapja L. évf. 25. sz. 2006. június 18. (201)
- Mátyás Ernő iskolaszervező és nevelő munkássága Hit és tudomány, 101-108 pp., Debrecen-Sárospatak, 2005. (2005)
- Pedagógiai lehetőségek a cserkészetben Doctrina et Pietas, 126-132 pp.Debrecen-Sárospatak, 2002. (2002)
- Mátyás Ernő és Sárospatak in: Győri István szerk.: Mátyás Ernő emlékfüzet, Kiadja a Sárospataki Ref. Teológiai Akadémia, Sárospatak, 2000. 102-114. pp. (2000)